# Melanie Schwarz
Melanie Schwarz (* 18. Juli 1989 in Schlanders) ist eine italienische Naturbahnrodlerin. Sie gewann die Bronzemedaille bei der Weltmeisterschaft 2011 und der Juniorenweltmeisterschaft 2008 und fährt seit 2006 im Weltcup.

## Karriere
Schwarz nahm im Februar 2005 erstmals an einer Junioreneuropameisterschaft teil und erzielte den achten Platz. In der Saison 2005/2006 bestritt sie ihre ersten beiden Weltcuprennen. Bei ihrem Debüt am 15. Januar 2006 in Kindberg erreichte sie den fünften Platz, der vier Jahre lang ihr bestes Weltcupergebnis blieb. Eine Woche später startete sie auch in Olang, wo sie den zehnten Platz belegte. Am Ende des Monats nahm sie erstmals an einem Titelkampf in der Allgemeinen Klasse, der Europameisterschaft 2006 in Umhausen, teil. Hierbei erzielte sie den zehnten Rang. Im Februar wurde sie bei der Juniorenweltmeisterschaft 2006 in Garmisch-Partenkirchen Sechste.
In der Saison 2006/2007 bestritt Schwarz drei Weltcuprennen. Ihr bestes Ergebnis war ein sechster Platz zu Saisonbeginn in Latsch. Bei der Junioreneuropameisterschaft 2007 in St. Sebastian belegte sie Rang sieben, bei der Weltmeisterschaft war sie nicht am Start. Im Interkontinentalcup erreichte sie in diesem Winter mit einem Sieg in Navis und zwei dritten Plätzen punktegleich mit ihrer Landsfrau Evelin Lanthaler den dritten Gesamtrang. Mit vier Top-10-Plätzen, wobei ihr bestes Ergebnis wiederum ein sechster Platz war, kam Schwarz in der Saison 2007/2008 erstmals unter die besten zehn im Gesamtweltcup. Im Februar 2008 gewann sie bei der Juniorenweltmeisterschaft in Latsch hinter Melanie Batkowski und Evelin Lanthaler die Bronzemedaille und eine Woche danach wurde sie bei der Europameisterschaft 2008 in Olang Achte.
Beim Auftakt der Weltcupsaison 2008/2009 in St. Sebastian kam Schwarz schwer zu Sturz und erlitt Brüche an beiden Beinen. Nach mehrmonatiger Rehabilitation kehrte sie im Winter 2009/2010 ins Wettkampfgeschehen zurück. Bei ihrem Comeback im Weltcup erreichte sie am 10. Januar 2010 in Umhausen den sechsten Platz. Eine Woche danach startete sie bei der Europameisterschaft 2010 in St. Sebastian, wo sie im Vorjahr so schwer gestürzt war, und erreichte dabei ebenfalls den sechsten Platz. Im Weltcup folgten weitere zwei sechste Plätze sowie ein fünfter Rang in Latzfons, womit sie im Gesamtweltcup mit Platz sechs ihr bisher bestes Ergebnis erzielte.
In der Saison 2010/2011, in der sie wie im Vorjahr nicht an den beiden Auftaktrennen in Nowouralsk teilnahm, erreichte Schwarz mit zwei vierten Plätzen in Gsies und Olang ihre bis dahin besten Weltcupresultate. Im Gesamtweltcup belegte sie den siebenten Platz. Der bislang größte Erfolg ihrer Karriere gelang ihr bei der Weltmeisterschaft 2011 in Umhausen, als sie hinter Renate Gietl und Jekaterina Lawrentjewa die Bronzemedaille im Einsitzer gewann. Zudem wurde sie gemeinsam mit Hannes Clara, Florian Breitenberger und David Mair im Team Italien II Fünfte im Mannschaftswettbewerb.
Zu Beginn der Saison 2011/2012 erreichte Schwarz mit Platz drei in Latzfons ihren ersten Podestplatz im Weltcup. In den weiteren fünf Weltcuprennen des Winters erzielte sie viermal einen vierten Platz, womit sie die Saison hinter Jekaterina Lawrentjewa und Renate Gietl auf dem dritten Platz im Gesamtweltcup abschloss. Bei der Europameisterschaft 2012 in Nowouralsk wurde sie im Einsitzer und im Mannschaftswettbewerb jeweils Fünfte.

## Erfolge

### Weltmeisterschaften
- Umhausen 2011: 3. Einsitzer, 5. Mannschaft
- Deutschnofen 2013: 1. Mannschaft, 2. Einsitzer

### Europameisterschaften
- Umhausen 2006: 10. Einsitzer
- Olang 2008: 8. Einsitzer
- St. Sebastian 2010: 6. Einsitzer
- Nowouralsk 2012: 5. Einsitzer, 5. Mannschaft
- Umhausen 2014: 1. Mannschaft, 2. Einsitzer

### Juniorenweltmeisterschaften
- Garmisch-Partenkirchen 2006: 6. Einsitzer
- Latsch 2008: 3. Einsitzer

### Junioreneuropameisterschaften
- Kandalakscha 2005: 8. Einsitzer
- St. Sebastian 2007: 7. Einsitzer

### Weltcup
- 3. Gesamtrang im Einsitzer in der Saison 2011/2012
- 4 Podestplatzierungen